# 二川村 (島根県)
二川村（ふたかわむら）は、島根県美濃郡にあった村。現在の益田市の一部にあたる。

## 地理
矢原川、板井川の流域に位置していた。

## 歴史
- 1889年（明治22年）4月1日、町村制の施行により、美濃郡宇津川村、板井川村が合併して村制施行し、二川村が発足[1][2]。
- 1948年（昭和23年）- 全村に電気開通[1]。
- 1954年（昭和29年）4月1日 - 美濃郡東仙道村、都茂村と合併し美都村を新設して廃止された[1][2]。

## 産業
- 農業、林業[1]